# 萨维诺·古列尔梅蒂
萨维诺·古列尔梅蒂（義大利語：Savino Guglielmetti，1911年11月26日—2006年1月23日），意大利男子体操运动员。他曾获得1932年夏季奥运会体操比赛男子团体全能金牌和男子跳马金牌。他也参加了1936年和1948年夏季奥运会。